# Miloš Nikolić (16 agosto 1989)
Miloš Nikolić (Zaječar, 16 agosto 1989) è un ex calciatore serbo naturalizzato neozelandese, di ruolo attaccante.

## Palmarès

### Club

#### Competizioni nazionali
- Campionato neozelandese: 1

Auckland City: 2008-2009

#### Competizioni internazionali
- OFC Champions League: 1

Auckland City: 2008-2009